# Вертлово (Костромская область)
Вертлово — деревня в Красносельском районе Костромской области. Входит в состав Сидоровского сельского поселения.

## География
Находится в юго-западной части Костромской области менее чем в 1 км от правого берега Волги на расстоянии приблизительно 6 км на запад по прямой от районного центра поселка Красное-на-Волге (между Волгой и заливом Кешка).

## История
Известна с 1872 года, когда здесь было учтено 10 дворов, в 1907 году отмечено было 16 дворов.

## Население
Постоянное население составляло 58 человек (1872 год), 62 (1897), 75 (1907), 2 в 2002 году (русские 100 %), 4 в 2022.